# UX Herculis
UX Herculis (UX Her) es una estrella variable en la constelación de Hércules.
Se localiza a 1º25' al oeste de 93 Herculis.
Su magnitud aparente es +9,05 y se encuentra aproximadamente a 670 años luz del sistema solar.

## Características
UX Herculis es una binaria cercana «semidesprendida» así como una binaria eclipsante.
Su componente principal es una estrella blanca de la secuencia principal de tipo espectral A0V —catalogada también como A3— y  8600 K de temperatura efectiva.
Con una masa 2,7 veces mayor que la del Sol, su radio es el doble del radio solar.
La estrella secundaria tiene una temperatura de 4200 K y su masa equivale al 60% de la masa del Sol.
Su tamaño es solo un 6% menor que el de su compañera.
Se piensa que es una estrella de tipo K evolucionada, con mayor tamaño y luminosidad de los que cabría esperar de acuerdo a su tipo espectral.
El período orbital de esta binaria es de 1,5489 días, siendo la órbita ligeramente excéntrica (ε = 0,08).
Durante el eclipse principal —cuando la estrella más fría intercepta la luz de la estrella blanca— el brillo del sistema disminuye 1,16 magnitudes mientras que en el secundario, apenas perceptible, el descenso del brillo es de solo 0,06 magnitudes.
En 1965 se detectó por vez primera que el período de UX Herculis es inestable.
Se ha achacado esta inestabilidad a la presencia de un tercer objeto.
Su masa mínima sería de 0,3 masas solares, lo que correspondería, en el caso de que sea una estrella de la secuencia principal, a una enana roja M3-4.
En el espectro visible, dicho objeto sería 9 magnitudes más tenue que el par AB.
La edad de este sistema se estima en 3980 millones de años, aunque dicha cifra es solo aproximada.